# Čarodějky ze Springfieldu
Čarodějky ze Springfieldu (v anglickém originále Rednecks and Broomsticks) jsou 7. díl 21. řady (celkem 448.) amerického animovaného seriálu Simpsonovi. Scénář napsal Kevin Curran a díl režírovali Bob Anderson a Rob Oliver. V USA měl premiéru dne 29. listopadu 2009 na stanici Fox Broadcasting Company a v Česku byl poprvé vysílán 14. října 2010 na stanici Prima Cool.

## Děj
Simpsonovi se při návratu z lyžařské dovolené ocitnou v zácpě. Bart, Líza a Maggie tráví čas hraním stále se opakující a hlučné hry „Prašť mě“. Marge a Homera tato hra natolik štve, že Homer ztrácí trpělivost a hodí hračku z okna, kde je rozdrcena projíždějícími vozidly. Posléze jiný otec vyhodí hru „Prašť mě“ z okna jiného auta a přistane v rukou dětí Simpsonových. Za nějakou dobu dojdou baterie, ale Bart zapojí hračku do zapalovače, což způsobí, že hraje ještě rychleji. Homer trpělivě tuto hru nohou rozbije, ta se avšak neúmyslně dostane pod brzdový pedál. Ztrácí kontrolu nad vozidlem, srazí jelena a skončí na zamrzlém jezeře, odkud je zachrání neznámý člověk. Když se rodina probudí, zjistí, že neznámým člověkem, který je zachránil, byl Cletus. Cletus vypráví Homerovi o jeho palírně a samohonkách a pozve ho, aby ochutnal nejnovější verzi. Homer zapůsobí na Cletuse a jeho přátele svými schopnostmi ochutnávat samohonky a je jmenován porotcem Půlnočního festivalu samohonek.
Mezitím si Bart a Cletusovi synové hrají s krabicí bouchacích erteplí, kterou Cletusova žena Brandine přivezla z Iráku. Líza si hraje na schovávanou s Cletusovými dcerami. Dcery Cletuse Lízu nenašly a Líza se ztratí v lese. Ve snaze najít cestu z lesa se setkává se třemi čarodějkami, které provádí jejich rituál Esbat. Líza zpočátku pochybuje o tom, že umí čarovat. V čarodějnickém kruhu prohlásila, že si přeje, aby nemusela odevzdat svůj nesplněný úkol do výtvarné výchovy, a její přání se vyplní, učitelka Hooverová totiž onemocní střevní chřipkou. Dívky žádají Lízu, aby se připojila k jejich sektě, a ona souhlasí. Posléze si Líza na Čarodějnické encyklopedii vyhledává informace. V noci, kdy se Líza zapojuje do čarodějnické sekty, najednou přijede policejní šerif Wiggum kvůli upozornění Neda Flanderse a zadrží tyto tři dívky kvůli podezření z čarodějnictví. Před soudním procesem dav lidí skanduje a dívky žádají bohyni, aby „dokázala našim věznitelům, že jsou slepí“. Mnozí občané města náhle oslepnou a obviňují dívky z oslepnutí. Když soudce případ zamítne, obyvatelé města se rozhodnou vzít zákon do svých rukou a chtějí dívky utopit v improvizovaném soudním procesu. Líza však dokazuje, že skutečnými viníky za dočasnou slepotu části obyvatel města jsou Homer a jeho přátelé, kteří vyhodili jejich samohonky do městské vodní nádrže poté, co si mysleli, že je policie chce zatknout. Z této nádrže Springfield čerpá pitnou vodu. Dívky jsou tedy propuštěny a Homer se pobaví tím, že pomocí židličky, kterou lze potopit do řeky, vypije vodu se samohonkami, ale spadne ze židle do řeky.
Díl končí tím, že Líza bruslí na zamrzlé řece k písni „Season of the Witch“, zatímco její brusle vyřezávají díru v ledu, která zachrání Homera.

## Kulturní odkazy
Název odkazuje na Disneyho film Kouzelná slečna Priceová z roku 1971. Hostující herečka Neve Campbellová je známá díky účinkování ve filmu Čarodějky, který má podobný námět jako tato epizoda. Způsob, jakým Cletus vyvede rodinu ze zamrzlého jezera, je podobný filmům Vysvobození a Misery nechce zemřít. Pasáž s Homerem a Cletusem, kteří zkoumají různé lokality s pálenkou, rozdělené na čtyři různé obrazovky, je parodií na Bokovka.

## Přijetí
V původním americkém vysílání sledovalo díl asi 9,02 milionu domácností a v demografické skupině diváků ve věku 18–49 let získal rating Nielsenu 4,2 / 10 share. Jednalo se o nejsledovanější pořad ze čtyř pořadů v rámci bloku Animation Domination stanice Fox, ale o druhý nejsledovanější pořad Animation Domination po Griffinových. Pořad byl také čtvrtým nejsledovanějším pořadem stanice Fox v daném týdnu po Dr. Houseovi, The OT a Sběratelích kostí a zároveň čtvrtým pořadem ve sledovanosti 18–49 v daném týdnu po Dr. Houseovi, The OT a Griffinových.
Robert Canning z IGN ve své recenzi uvedl: „Nakonec byly i přes všechny malé kousky, které fungovaly – Krtkovic operující sám sebe, Vočko a rozzuřený dav –, Čarodějky ze Springfieldu příliš nevýrazné, než aby stály za to.“.
Emily VanDerWerffová z The A.V. Clubu dala epizodě hodnocení A− a pochválila parodii na Bokovku slovy: „ Za A vznikla přirozeně z příběhu a za B byla celá o pálence, což nikdy není nevtipné.“.
Patrick D. Gaertner ze serveru Puzzled Pagan napsal: „Když jsem se na epizodu díval poprvé, byl jsem tak trochu připraven ji odepsat jako další napodobeninu lepší díly. Protože setkání Lízy s nějakými dívkami, které ji přesvědčují, aby se stala čarodějkou, určitě vypadá jako rozhodnutí Lízy stát se buddhistkou. Ale pak se věci prudce otočí a nakonec mě epizoda velmi zaujala. Ta věc s Homerovým měsíčním svitkem byla hodně zábavná a je skvělé, že nakonec ovlivnila závěr hlavní zápletky, ale skutečným háčkem epizody jsou všechny ty čarodějnické věci. Líbí se mi myšlenka, že Springfield se stále bojí čarodějnic a nedělá mu problém utopit partu nevinných dívek jen proto, že pár lidí náhodou osleplo. To je tak dokonale springfieldské a byla to pecka. První polovina epizody je trochu nudná, připravuje všechny ty čarodějnické záležitosti a opravdu mě to přimělo předpokládat, že se schyluje k polovičatému příběhu, kdy se Homerovi nebo Marge nové náboženství nelíbí a pak se ho naučí neradi přijímat. Jenže pak se tenhle díl změní v blázinec. Posledních pár týdnů bylo hodně epizod, které byly neuvěřitelně předvídatelné. Ať už to bylo z toho, že působily jako obaly lepších dílů, nebo jen z neinspirovaného psaní scénáře, věci byly celkem snadno odhadnutelné. Ale ne tato epizoda. Rozhodně jsem nečekal, že se tento díl změní v úplný hon na čarodějnice, což je skvělé.“.